# Embreea rodigasiana
Embreea rodigasiana és una espècie d'orquídia epifita. És nadiua de Colòmbia i del sud-est d'Equador.

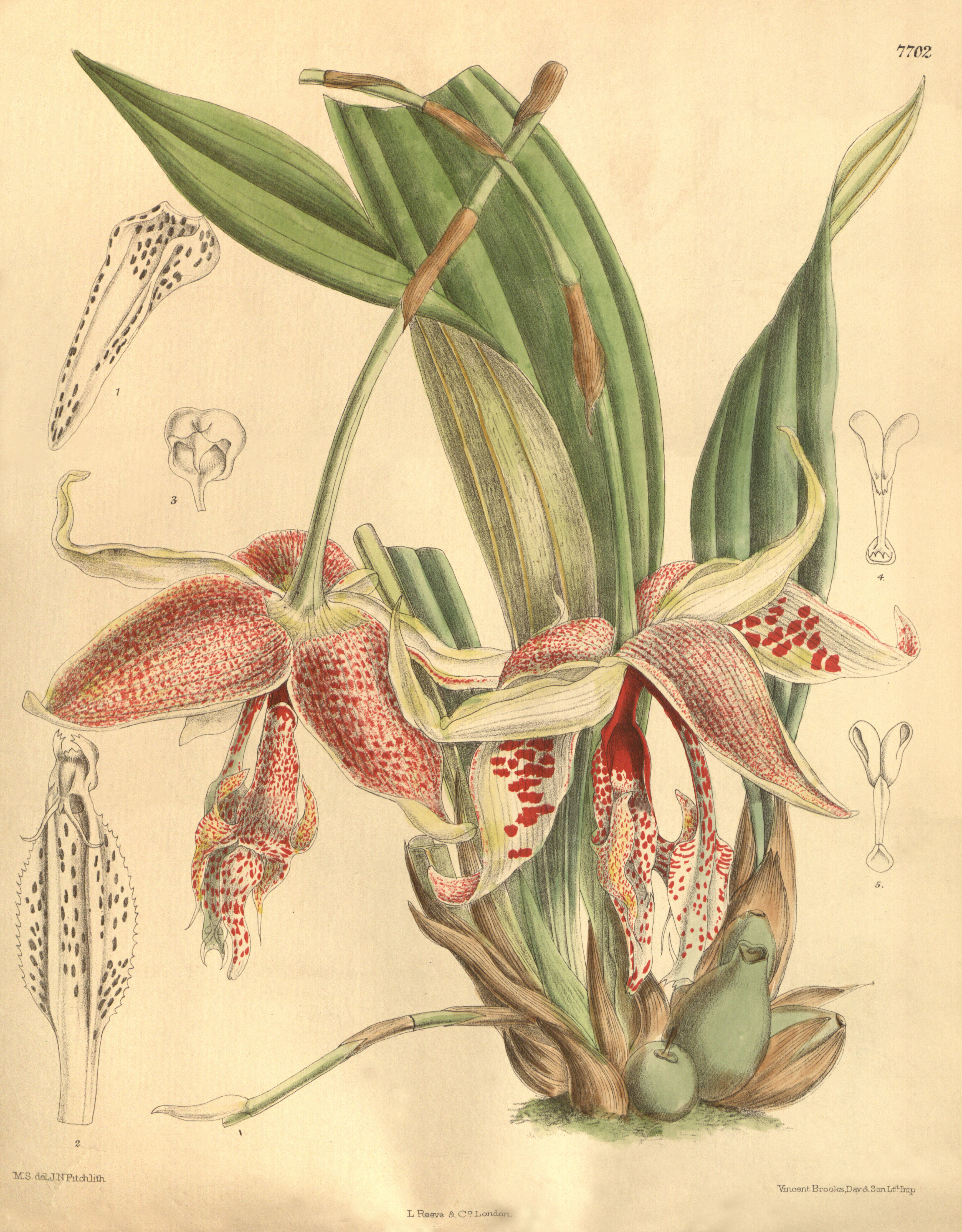
Il·lustració

## Característiques
Són orquídies de grandària petita, que prefereixen el clima càlid; són epífites, amb pseudobulb ovoide, tetraangulat, de color verd pàl·lid, amb una sola fulla apical, suberecta, oblanceolada i el·lípticooblonga, aguda, de color verd pàl·lid. Fa una inflorescència basal, penjant, de 8 a 25 cm de llarg, prima amb diverses beines i bràctees grans, solitàries, molsudes; les flors són de curta durada. La floració es produeix en primavera.

## Cultiu
Aquestes espècies ha de ser ficades en una cistella penjant per donar cabuda a la inflorescència que sorgeix de la base del pseudobulb. Es distingeix del gènere Stanhopea del qual va ser segregada per Dodson el 1980, a causa de les quatre banyes del label i dels pseudobulbs i fulles, que són diferents.

## Distribució i hàbitat
Se'n troben a Colòmbia i Equador com a plantes epífites als boscos de boira amb hàbitat molt humit en alçades de 500 a 1.500 metres.

## Taxonomia
Embreea rodigasiana fou descrita per (Claess. exCogn.) Dodson en Phytologia 46(6): 389. 1980.
Sinònims

- Stanhopea rodigasiana Claess. ex Cogn. 1898[1][3][4]